# Ангел Демирев
Ангел Демирев е български джаз музикант, китарист, композитор и изпълнител.
Ангел Демирев е роден на 17 юли 1987 г. в Стара Загора в семейство на потомствени музиканти. Баща му Демир Дингилов е един от най-изявените изпълнители и новатори в областта на съвременната ромска музика. Ангел свири на китара и тамбура от 5-годишен. Учи в музикалното училище в Стара Загора. По-късно завършва успешно и Академията за музикално и танцово изкуство в Пловдив – с поп и джаз, електрическа китара.
Ангел Демирев работи в различни жанрове като класическа музика, рок, джаз, фюжън и източна (номадска) музика. С времето оформя стил, който съдържа пъстро и провокативно звучене. Свири в различни проекти – Cinga Manga Funk, No-Mad Spirits (Switzerland), Theodosii Spassov Quintet, Shaka Zulu Orchestra, Perfect Stranger, Jazzta Prasta Trio, RomaNeno Project, Angel Demirev Fusion Trio, Angel Demirev Folk Trio.